# Roberto Gavioli
Roberto Gavioli (Milano, 13 maggio 1926 – Milano, 8 agosto 2007) è stato un regista cinematografico italiano.

## Biografia
Ha fondato assieme al fratello Gino la Gamma Film, uno studio grafico italiano particolarmente attivo negli anni sessanta.
Lo studio milanese Gamma Film nasce a Milano nel 1953 e si espande rapidamente grazie alle capacità manageriali di Roberto Gavioli e all'impegno grafico del fratello Gino. Molteplici furono in quel periodo i disegnatori e i tecnici che si formarono nell'ambito dell'animazione e della televisione.
Lo studio ha prodotto una grande quantità di serie per spot pubblicitari in animazione per Carosello e una serie di film a corto e lungo metraggio. Tra questi ultimi il più famoso è Putiferio va alla guerra, del 1968, di cui Roberto è stato il regista e Gino uno dei disegnatori.
Altri film d'animazione prodotti dallo studio furono La lunga calza verde (1960), La ballata del west (1967), Quando gli animali parlarono (1970, coprodotto negli USA come The Night the Animals Talked), e ancora da Roberto Gavioli: Zero (1969) e Maria d'oro (1973).
Nella storia dell'animazione italiana i fratelli Gavioli svolsero una funzione di pionieri nella sperimentazione di nuovi linguaggi espressivi, soluzioni grafiche e ricerca tecnologica.
I due fratelli Gavioli riposano al cimitero di Greco, a Milano, nella tomba di famiglia.

## Riconoscimenti
Lo studio vinse nel 1965 la Palma d'oro per la miglior compagnia di produzione pubblicitaria al Festival internazionale della creatività Leoni di Cannes (spesso confuso con il festival cinematografico che, nella stessa località, rilascia un premio omonimo), grazie all'enorme quantità e qualità delle sue produzioni.